# 프리 머니
《프리 머니》(Free Money)는 캐나다에서 제작된 이베스 시몬누 감독의 1998년 영화이다. 말론 브란도 등이 주연으로 출연하였고 니콜라스 클레르몽 등이 제작에 참여하였다.

## 출연

### 주연
- 말론 브란도
- 찰리 쉰
- 토마스 헤이든 처치
- 도날드 서덜랜드

### 조연
- 마틴 쉰
- 데이빗 아퀘트
- 레미 지라르드
- 록 라포툰
- 로이 드퓌

## 기타
- Line PD: 리처드 랄론드
- 공동제작: 스튜어트 하딩
- 미술: 미셀 프롤스
- 배역: 베라 밀러
- 배역: 나디아 로나

## 한국어 더빙 성우진(KBS)
- 유강진 - 소렌슨 (말론 브란도)
- 김환진 - 버드 (찰리 쉰)
- 김세한 - 래리 (토마스 헤이든 처치)
- 최흘 - 로젠버거 (도날드 서덜랜드)
- 강연숙
- 박은숙
- 김새영
- 신흥철
- 이연희
- 윤병화
- 함수정
- 문관일
- 이선
- 전인배